# Aßlar

Aßlar (sau Asslar) este un oraș din apropiere de Wetzlar în districtul Lahn-Dill din Hessa, Germania.
1. ↑  Alle politisch selbständigen Gemeinden mit ausgewählten Merkmalen am 31.12.2018 (4. Quartal) (în germană), Statistisches Bundesamt[*], arhivat din original la 10 martie 2019, accesat în 10 martie 2019